# Všestary (districtul Hradec Králové)
Všestary este o comună și un sat din districtul Hradec Králové din regiunea Hradec Králové din Republica Cehă. În 2021 a avut o populație de aproximativ 1.800 de locuitori.
Satul este străbătut de drumul I/35 și de linia de cale ferată Hradec Králové – Turnov, fiind deservit de gara Všestary. Acesta este punctul de plecare al unui traseu turistic marcat care urmărește urmele bătăliei de la Hradec Králové. Satul are o piscină interioară și o saună, precum și o școală primară și o grădiniță. În zonă se cultivă ceapa Všestarská, care are o denumire de origine protejată din UE (Înregistrarea în Registrul ceh al denumirilor de origine este din 14 februarie 2002 și are numărul 181).
Conform descoperirilor arheologice, teritoriul comunei Všestar a fost deja locuit în vremuri preistorice. Prima mențiune scrisă a satului datează din anul 1360.

## Diviziuni administrative
Všestary este format din șase diviziuni administrative (în paranteze populația conform recensământului din 2021):
- Všestary (663)
- Bříza (234)
- Chlum (220)
- Lípa (160)
- Rosnice (175)
- Rozběřice (240)

De la 1 ianuarie 1961 până la 23 noiembrie 1990, Světí⁠(d) a aparținut de comună, iar de la 1 ianuarie 1989 până la 31 decembrie 1991, Máslojedy⁠(d) a aparținut de asemenea de comună. 

## Obiective turistice
În Všestary se află Biserica „Sfânta Treime”, menționată în 1366, cu turn construit după 1550, clădirea actuală este din 1842–1843. Mai pot fi vizitate o serie de monumente despre Bătălia de la Hradec Králové. În apropierea satului se află Arheoparcul – Centrul de Arheologie Experimentală, un institut care se ocupă cu interpretarea tehnicilor artistice și artizanale.